# Матчи сборной Польши по футболу 1925

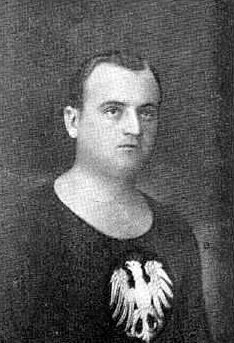
Мечислав Бач. Сыграл 12 игр за сборную. Забил 9 голов.

В 1925 году сборная Польши провела 6 матчей, один неофициальный и 5 товарищеских. В товарищеских матчах 1 победа, 2 ничьих и 2 поражения. Разница мячей 6:11.
Бомбардиры сборной Польши в 1925 году:
- Леон Сперлинг — 2 гола;
- Вавжинец Сталиньский[пол.] — 1 гол;
- Юзеф Калюжа — 1 гол;
- Юзеф Адамек[пол.] — 1 гол;
- Вацлав Кухар — 1 гол;

## Матч № N1
Неофициальный матч
| Прага 23 мая 1925 года | \| Чехословакия (люб.) \| 2:1 \| Польша \| \| нет данных \| Голы \| Мечислав Бач \| | нет данных   |
| Чехословакия (люб.)    | 2:1                                                                                 | Польша       |
| нет данных             | Голы                                                                                | Мечислав Бач |

## Матч № 17
Товарищеский матч
| Польша | 0:2 отчёт | Венгрия                                  |
|        | Голы      | Йожеф Винклер 63′ · Йожеф Хольцбауэр 79′ |

| | Составы | | |
| Эмиль Гёрлитц, Владислав Олеарчик, Казимеж Качор, Бронислав Фихтель, Витольд Герас, Кароль Ханке, Юзеф Слонецкий, Мечислав Бач, Вацлав Кухар, Юзеф Гарбень, Людвик Шабакевич |         | Ференц Вейнгагдт, Кароль Фогл, Йожеф Фогл III, Ласло Песовник, Георги Ортц, Габор Клебер, Янош Ремай, Йожеф Такаш, Йожеф Хольцбауэр, Йожеф Винклер, Рудольф Йени | Ференц Вейнгагдт, Кароль Фогл, Йожеф Фогл III, Ласло Песовник, Георги Ортц, Габор Клебер, Янош Ремай, Йожеф Такаш, Йожеф Хольцбауэр, Йожеф Винклер, Рудольф Йени |

## Матч № 18
Товарищеский матч
| Финляндия                            | 2:2 отчёт | Польша                                     |
| Эйно Сойнио 40′ · Унтамо Кулмала 85′ | Голы      | Вавжинец Сталиньский 57′ · Юзеф Калюжа 60′ |

| | Составы | | |
| Харальд Элевуо, Ниило Коскинен, Свен Лидман, Арво Нёрвёнен, Эйно Сойнио, Аарне Линна, Унтамо Кулмала, Калле Фальстрём, Вернер Эклёф, Йоси Надворник, Хьялмар Келин |         | Эмиль Гёрлитц, Людвик Гинтель, Филипп Кмициньский, Мариан Спойда, Казимеж Сейхтэр, Кароль Ханке, Юзеф Слонецкий, Вавжинец Сталиньский, Юзеф Калюжа, Леон Сперлинг, Юзеф Цишевски | Эмиль Гёрлитц, Людвик Гинтель, Филипп Кмициньский, Мариан Спойда, Казимеж Сейхтэр, Кароль Ханке, Юзеф Слонецкий, Вавжинец Сталиньский, Юзеф Калюжа, Леон Сперлинг, Юзеф Цишевски |

## Матч № 19
Товарищеский матч
| Эстония | 0:0 отчёт | Польша |

|            | Составы | | |
| нет данных |         | Эмиль Гёрлитц, Мечислав Чайковский, Зигмунт Хрусциньский, Кароль Ханке, Юзеф Слонецкий, Александр Тупальский, Юзеф Калюжа, Леон Сперлинг, Казимеж Сейхтэр, Мариан Спойда, Юзеф Цишевски, Вавжинец Сталиньский | Эмиль Гёрлитц, Мечислав Чайковский, Зигмунт Хрусциньский, Кароль Ханке, Юзеф Слонецкий, Александр Тупальский, Юзеф Калюжа, Леон Сперлинг, Казимеж Сейхтэр, Мариан Спойда, Юзеф Цишевски, Вавжинец Сталиньский |

## Матч № 20
Товарищеский матч
| Турция               | 1:2 отчёт | Польша                              |
| Зеки Риза Спорель 5′ | Голы      | Юзеф Адамек 29′ · Леон Сперлинг 67′ |

| | Составы  | | |
| Хамид Акбай, Мехмед Назиф Герчин, Кадри Гюктулга, Кемал Рифат Калпакчёглу, Нихат Бекдик, Мехмед Лебледи, Алаеддин Байдар, Зеки Риза Спорель, Бедри Гюрсой, Исмет Улюг, Михат Эртюг |          | Эмиль Гёрлитц, Людвик Гинтель, Мечислав Чайковский, Тадеуш Заставняк, Зигмунт Хрусциньский, Кароль Ханке, Юзеф Адамек, Юзеф Слонецкий, Юзеф Калюжа, Вацлав Кухар, Леон Сперлинг | Эмиль Гёрлитц, Людвик Гинтель, Мечислав Чайковский, Тадеуш Заставняк, Зигмунт Хрусциньский, Кароль Ханке, Юзеф Адамек, Юзеф Слонецкий, Юзеф Калюжа, Вацлав Кухар, Леон Сперлинг |
| Сами Ачикуней | Запасные | | |

## Матч № 21
Товарищеский матч
| Польша                               | 2:6 отчёт (недоступная ссылка) | Швеция                                                                    |
| Леон Сперлинг 23′ · Вацлав Кухар 62′ | Голы                           | Альбин Даль 8′, 10′ · Филипп Йоханссон 25′, 29′, 31′ · Гуннар Рюдберг 40′ |

| | Составы | | |
| Антоний Мальщик, Юзеф Адамек, Людвик Гинтель, Александр Пыховский, Тадеуш Заставняк, Зигмунт Хрусциньский, Кароль Ханке, Вацлав Кухар, Юзеф Калюжа, Вавжинец Сталиньский, Леон Сперлинг |         | Зигфрид Линдберг, Аксель Альфредссон, Хуго Карлссон, Вернер Андерссон, Артур Бенгтссон, Эрик Андерссон, Руне Венцель, Гуннар Рюдберг, Филипп Йоханссон, Альбин Даль, Кнут Кроон | Зигфрид Линдберг, Аксель Альфредссон, Хуго Карлссон, Вернер Андерссон, Артур Бенгтссон, Эрик Андерссон, Руне Венцель, Гуннар Рюдберг, Филипп Йоханссон, Альбин Даль, Кнут Кроон |